# サウード家
サウード家（آل سعود Āl Saʿūd、英語: House of Saud）は、サウジアラビアの王家。

## 名称
サウジアラビアの英語名に含まれる Saudi、アラビア語名に含まれる السعودية al-Suʿūdīya は、いずれも「サウード家の」という意味である。

## 歴史

### 第一次サウード王国
元来、サウード家はアラブ人のイスラム教スンナ派のアニザ族に属するアラビア半島中部のディルイーヤの支配者だった。18世紀中頃、ムハンマド・イブン＝サウード（在位: 1744年 - 1765年）がイスラームの純化を唱えるムハンマド・イブン＝アブドゥルワッハーブと盟約を結んで、ワッハーブ主義の保護者となる代わりにワッハーブ派勢力の世俗支配者としての正統性を認められて、勢力を拡大した。ムハンマドの興した第一次サウード王国は、マッカ（メッカ）とマディーナ（メディナ）の二聖都を征服。19世紀初頭までにアラビア半島の大部分を支配するまでに成長した。

### オスマン・サウジ戦争
オスマン・サウジ戦争（1811年 - 1818年）ではワッハーブ主義の拡大を恐れたオスマン帝国とオスマン帝国領エジプト（ムハンマド・アリー朝）太守ムハンマド・アリーの派遣した討伐軍により首都ディルイーヤが攻略され、崩壊した。

### 第二次サウード王国
その後、トゥルキー・ビン・アブドゥッラーがリヤドに移って1824年に第二次サウード王国を復興したが、ナジュド中南部の小勢力に留まり、Royal Civil Warとも呼ばれる1891年1月24日のen:Battle of Mulaydaではナジュド北部の支配者ラシード家によって首都を奪われた。アブドゥッラフマーン・ビン・ファイサル・アール＝サウードはクウェートに亡命し、ジャバル・シャンマル王国がナジュドを支配した。

### ナジュド及びハッサ王国
1902年のリヤドの戦いに至ってアブドゥルアズィーズ・イブン＝サウードがリヤドを奪還し、サウード王国を復興した（ナジュド及びハッサ王国）。その後、en:Battle of Dilamとサウード・ラシード戦争（en:Battle of Unaizah (1904)、en:Battle of Bekeriyah (1904)、en:Battle of Shinanah (1904)、en:Battle of Rawdat Muhanna (1906)、en:Battle of Tarafiyah (1907)）が続いた。
第一次世界大戦（1914年～1918年）でオスマン帝国はドイツ帝国などからなる中央同盟国の一つとして参戦。イギリスなどと戦い、中東各地で戦乱が起きた（中東戦域 (第一次世界大戦) ）。
サウード家が関連する第一次世界大戦期および終戦直後の戦闘としては、en:Battle of Jarrab（1915年）、en:Al-Khurma dispute（1918年 - 1919年）、クウェート・ナジュド国境戦争（1919年 - 1920年）がある。

### ナジュド・スルタン国
1921年にはラシード家を滅ぼしてナジュド・スルタン国が成立した（en:Conquest of Ha'il）。en:Ikhwan raids on Transjordan（1922年 - 1924年）。

### ナジュド及びヒジャーズ王国
ヒジャーズからハーシム家のフサインのヒジャーズ王国勢力を駆逐し（en:Saudi conquest of Hejaz）、1926年には現サウジアラビアの版図を征服（ナジュド及びヒジャーズ王国）。en:Ikhwan Revolt（1927年 - 1930年）。en:Ikhwan raid on Busayya、en:Battle of Sabilla、en:Battle of Jabal Shammar (1929)。

### サウジアラビア
1932年、アブドゥルアズィーズ・イブン＝サウードが勅令によりサウジアラビアの建国を宣言、初代国王に就任した。1934年、サウジ・イエメン戦争、en:Idrisid Emirate of Asirを併合。
一夫多妻制と諸部族の有力者の娘を娶ることで国家を統合するための政略結婚により、初代国王アブドゥルアズィーズには、数は不確定ながら50人～200人の子供がいると言われ、王位継承権を持つ第2世代の王子は1900年生まれから1947年生まれまで36人を数えた。第2代国王サウード、第3代国王ファイサル、第4代国王ハーリド、第5代国王ファハド、第6代国王アブドゥッラー、第7代国王サルマーンのいずれもこの第2世代の王子であり、異母兄弟若しくは同母兄弟が年長順に王位継承を続けてきた。1975年には第3代国王ファイサルが甥のファイサル・ビン・ムサーイド王子に暗殺された。
1992年に制定された基本法により、サウジアラビア国王は初代国王アブドゥルアズィーズの男系の子孫であることが定められた。王族はワッハーブ派のムスリムとしか結婚が許されないため、海外の王侯貴族との政略結婚などはあまり行われていない。
サウード家はサウジアラビアにおいて、ワッハーブ主義の保護者としての正統性から絶大な地位を持ち、安定した政権を保ち続けている。だが、第5代国王ファハドの即位以来、「スデイリー・セブン」と呼ばれる国内の有力豪族スデイリー部族の母を持つ第5代国王ファハドの同母兄弟が中央政界で力を持っており、異母弟である第6代国王アブドゥッラーなどその他の王族と微妙な関係にあるとされた。
第3世代となる初代国王の孫の世代は男性だけでも254人が公式に確認されており、王位継承問題が深刻化すると見られていたが、2015年に第7代国王サルマーンが、ナーイフ元皇太子の息子のムハンマド・ビン・ナーイフを王位継承順第2位となる副皇太子に就任させ、更に同年に王位継承順第1位の皇太子に昇格させたことによって、初めて第3世代が王位継承者に挙がることとなった。これにより第3世代への王位継承問題に道筋がつけられた。
なお、2009年時点までに第6世代まで誕生している。一夫多妻制により鼠算式に王族が増えていった結果、第6世代まで含めたサウード王家の総数は5000人以上、1万人を超えるとも言われている。後者の場合、単純に総人口で割ると国民2700人前後に1人の割合で王族が居ることになる。
産油国のサウジアラビアといえども、増えた王族全員が豊かな暮らしができるほど政府支出は負担しきれず、貧しい王族もいる。またムハンマド・ビン・ナーイフによる汚職取り締まりなどの改革に、一部の王族は不満を抱いていると報道されている。